# アンダマンオオクイナ
アンダマンオオクイナ（Rallina canningi）は、ツル目クイナ科オオクイナ属に分類される鳥類。別名アンダマンクイナ。

## 分布
インド（アンダマン諸島）固有種

## 形態
全長34センチメートル。頭部や頸部、胸部、体上面の羽衣は赤褐色。腹部には白と黒の横縞が入る。中雨覆や大雨覆にはわずかに白と黒や暗褐色の横縞が入る。
虹彩は赤い。嘴は淡緑色。後肢は黄緑褐色。雛は赤褐色。

## 生態
森林内も含めた湿原に生息する。
食性は動物食で、昆虫、陸棲の貝類などを食べる。
繁殖形態は卵生。6-8月に木の根元や茂みの中に巣を作り、卵を産む。雌雄交代で抱卵する。

## 人間との関係
開発による生息地の破壊、人為的に移入されたネコによる捕食などにより生息数は激減している。